# Martin Weyer
Martin Weyer (* 16. November 1938 in Cammin, Pommern; † 24. Dezember 2016 in Marburg) war ein deutscher Musikwissenschaftler und Organist.

## Leben
Martin Weyer absolvierte am Gymnasium Andreanum in Hildesheim das Abitur. Anschließend studierte er in Hannover und in Köln; dort legte er 1966 bei Hans Klotz das A-Examen ab. Bei Marie-Claire Alain in Paris bildete er sich über französische Musik und Bach weiter. Neben der Ausbildung zum Organisten studierte er auch Germanistik, Philosophie und Musikwissenschaft; für Schulmusik legte er 1964 das Examen ab. 1969 promovierte er über Die deutsche Orgelsonate von Bach bis Reger bei Klaus Wolfgang Niemöller in Köln.
Ab 1966 wurde er als Lektor am Musikwissenschaftlichen Institut, als Universitätsmusikdirektor und wenige Jahre später als Professor für Musikwissenschaft an der Philipps-Universität Marburg tätig. Von 1970 bis 1985 wirkte er als Organist an der Elisabethkirche, nach seiner Pensionierung bis zu seinem Lebensende an der Lutherischen Pfarrkirche in Marburg. Mit Chor und Orchester der Universität stellte er in diesem Zeitraum mehrere Uraufführungen vor, unter anderem Werke von Joachim Blume, Wolfgang Stockmeier und Alan Gibbs. Für die verschiedenen Anlässe des Orgelspiels gab er – z. T. mit Gunther Martin Göttsche – praktische („leichte bis mittelschwere“) Orgelvorspiele heraus. Im Laufe seiner Konzerttätigkeit als Organist entstanden Rundfunkaufnahmen sowie Einspielungen auf Langspielplatte und CD. Die Sommerkonzerte im Kloster Haina hat er etwa 20 Jahre lang begleitet.
Seine Forschungsschwerpunkte in Marburg bildeten die Musik aus Skandinavien und den Vereinigten Staaten sowie die Geschichte der Evangelischen Kirchenmusik. Weyer hat eine Gesamtdarstellung der Orgelwerke von Max Reger und von Josef Gabriel Rheinberger veröffentlicht und ist Mitautor eines Orgelmusikführers.
Er war verheiratet mit der Kirchenmusikerin Hildegard Weyer, geb. Oldekopp. Das Ehepaar hatte zwei Söhne.

Martin Weyer starb am 24. Dezember 2016 im Alter von 78 Jahren in Marburg. In einem Nachruf in Ars Organi würdigte ihn der Orgelhistoriker Gerhard Aumüller mit folgenden Worten: 

„Martin Weyer hat in seinem 50-jährigen Wirken in Marburg als Kirchenmusiker, Universitätsmusikdirektor und Professor vorgelebt, wie man Künstlertum, wissenschaftliche Arbeit, Humor, Güte und inneren Reichtum harmonisch miteinander verbindet.“

## Schriften (Auswahl)
- Die deutsche Orgelsonate von Mendelssohn bis Reger. Regensburg 1969.
- Die Orgelwerke Max Regers. Wilhelmshaven 1989.
- Die Orgelwerke Josef Rheinbergers. Wilhelmshaven 1994.